# Pafin
株式会社pafin（パフィン、英: pafin,Inc.）は、個人・税理士向けの仮想通貨の損益計算・資産管理ツール「クリプタクト」、ブロックチェーンウォレットの資産管理ツール「ディファイタクト」、金融情報プラットフォーム「フィンタクト」を提供・運営している日本の株式会社である。

## 会社概要
金融ITサービス及びweb3サービスの開発・販売、金融情報プラットフォームの運営をしている。主に、仮想通貨の損益計算・資産管理ツール「クリプタクト」の提供、ブロックチェーン取引のポートフォリオ管理ツール「ディファイタクト」の提供、個人投資家向けの情報プラットフォーム「フィンタクト」の運営を行う。

## 沿革
- 2018年
  - 12月 - 仮想通貨（暗号資産）の損益計算・確定申告ツール「tax@cryptact（現　クリプタクト）」をリリース
- 2019年
  - 1月 - 仮想通貨（暗号資産）の投資家のためのワンストップサービスを提供する株式会社クリプタクト（現 株式会社pafin）を設立
  - 8月 - 株式会社pafinへ社名変更、投資家向け情報ツール・金融情報プラットフォーム「フィンタクト」をリリース
  - 12月 – 仮想通貨（暗号資産）マーケットのレポートサービス「reports@cryptact」をリリース